# Rutilus frisii
Il pesce perla (Rutilus frisii) è un pesce d'acqua dolce e salmastra della famiglia Cyprinidae

## Distribuzione e habitat
Esistono due distinti gruppi di popolazioni o sottospecie, la forma nominale vive nelle acque salmastre dei mari Nero, d'Azov e Caspio (subsp. kutum) da cui risale i fiumi (Dnestr, Bug, Dnepr, Don, ecc., non si trova nel Danubio) all'epoca riproduttiva mentre la sottospecie meidingeri (attualmente considerata come buona specie: Rutilus meidingerii) si trova solo in alcuni laghi alpini come il lago di Chiem, il lago di Traun, il lago di Atter ed il lago di Mond, anche in questo caso per la riproduzione si spostano negli immissari dei laghi. Nelle acque dolci della Bulgaria orientale vive la sottospecie velecensis.

## Descrizione
Molto simile al pigo ma il corpo è ancora più allungato, a sezione rotonda e non compressa lateralmente.

La livrea è bruna sul dorso, che ha macchiette di color perlaceo, ed argentata sui fianchi. Le pinne ventrali e la pinna anale possono avere riflessi rossi.

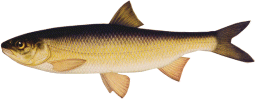

Raggiunge i 60 cm di lunghezza.

## Riproduzione
Durante la fregola i maschi portano tubercoli nuziali sul capo e sul dorso. Le popolazioni anadrome e lacustri risalgono i fiumi in primavera per effettuare la deposizioni in luoghi con acque basse e fondi di sabbia e ghiaia. La femmina depone oltre 100.000 uova.

## Alimentazione
Insettivora, anche se le popolazioni lacustri sembra che si nutrano anche di vegetali.

## Biologia
Forma fitti banchi, sia nei laghi ed in mare che durante la risalita.

## Pesca
Le forme anadrome, sia del mar Nero che del mar Caspio, vengono pescate con reti durante la risalita ed hanno una grande importanza per le popolazioni locali (Russia e Moldavia soprattutto). Quelle dei laghi alpini erano assai apprezzate dai pescatori sportivi ma sono adesso protette poiché si sono fatte rare.